# Cujuluapan
Cujuluapan är en ort i Mexiko.   Den ligger i kommunen Isla och delstaten Veracruz, i den sydöstra delen av landet, 400 km öster om huvudstaden Mexico City. Cujuluapan ligger 14 meter över havet och antalet invånare är 306.
Terrängen runt Cujuluapan är mycket platt. Runt Cujuluapan är det ganska tätbefolkat, med 52 invånare per kvadratkilometer. Närmaste större samhälle är Tesechoacan, 6,7 km sydväst om Cujuluapan. Trakten runt Cujuluapan består till största delen av jordbruksmark.